# 科紐什基 (羅加京區)
49°19′16″N 24°35′53″E / 49.32111°N 24.59806°E
科紐什基（烏克蘭語：Конюшки），是烏克蘭西部的村莊，隸屬伊萬諾-弗蘭科夫斯克州的伊萬諾-弗蘭科夫斯克區。該村面積17.64平方公里，2001年人口1,504，2025年人口1,086，人口密度每平方公里85.3人。